# Land of Make Believe
Land of Make Believe (subtitulado ...A Chuck Mangione Concert) es un álbum en vivo del músico estadounidense Chuck Mangione. Fue publicado en octubre de 1973 a través de Mercury Records.

## Recepción de la crítica
Un escritor no especificado de la revista RPM declaró: “Este álbum es en realidad de importancia histórica ya que es la primera ocasión en Canadá donde una grabación combina ‘……los talentos de los músicos sinfónicos y de jazz’. Y suena como si el combo hubiera logrado sus objetivos, y en la presentación en vivo, «Legend of a One-eyed Sailor» inicia el primer lado con sorprendente claridad, con más de lo mismo a continuación. Con una gran cantidad de fans aquí en Canadá, su actuación Land of Make Believe, realizada en el Massey Hall de Toronto, muestra por qué este hombre es popular. Aunque algo adornado — es sencillo y muy buen entretenimiento”. Un escritor no especificado de la revista Billboard escribió: “El trompetista de jazz se vuelve pop con la ayuda de la Filarmónica de Hamilton (Canadá) y la vocalista Esther Satterfield. Muchas influencias latinas y buenas voces y el fliscorno fluido del líder. Los cortes son largos. pero «Legend of the One-Eyed Sailor» y «Land of Make Believe» destacan y contrastan”.

## Galardones
| Año  | Premio         | Categoría                                    | Resultado | Ref.  |
| ---- | -------------- | -------------------------------------------- | --------- | ----- |
| 1974 | Premios Grammy | Mejor Interpretación de Jazz de una Big Band | Nominado  | [ 3 ] |

## Lista de canciones
Todas las canciones escritas y compuestas por Chuck Mangione.
Lado uno
1. «Legend of the One-Eyed Sailor» – 7:20
2. «Lullaby for Nancy Carol» – 3:17
3. «El Gato Triste» – 7:04
4. «The Gloria from the Mass of St. Bernard» – 3:53

Lado dos
1. «As Long as We're Together» – 3:32
2. «Land of Make Believe» – 12:58

## Créditos y personal
Créditos adaptados desde las notas de álbum de Land of Make Believe.
Chuck Mangione Quartet
- Chuck Mangione – fliscorno
- Gerry Niewood – saxofón soprano, flauta, flauta alto
- Al Johnson – bajo eléctrico
- Joe La Barbera – batería

Invitados especiales
- Esther Satterfield – coros
- Cathie Lehr – violonchelo

Horseheads Chamber Singers
- Joseph C. Crupi – director
- JoAnn Crupi, Sheree Deacon, Donita Little, Marilyn Moss, Kathy Rae, Jan Walp – soprano
- Ron Berger, Jeff Bowlby, Scott Bump, Craig Judge, George Preston, Steve Russell – tenor
- Kathy Collins, Diane Dunbar, Kathy Dunbar, Barbara Hendricks, Peggy Hurd, Terry Lodge – alto
- Russ Cembrinski, Mike Cleveland, Rick Schockner, Jim Smith, Jeff Wilber, Jim Wilber – bajo

## Posicionamiento

### Gráfica semanal
| Gráfica (1974)                      | Pico de posición |
| ----------------------------------- | ---------------- |
| Canadá (RPM Top Albums)             | 63               |
| Estados Unidos (Billboard Jazz LPs) | 7                |

| Gráfica (1977)                               | Pico de posición |
| -------------------------------------------- | ---------------- |
| Estados Unidos (Billboard Top LPs & Tape)    | 157              |
| Estados Unidos (Cash Box Top 40 Jazz Albums) | 17               |

### Gráfica de fin de año
| Gráfica (1974)                      | Pico de posición |
| ----------------------------------- | ---------------- |
| Estados Unidos (Billboard Jazz LPs) | 20               |